# Romans de BattleTech
 (octobre 2023).
Si vous disposez d'ouvrages ou d'articles de référence ou si vous connaissez des sites web de qualité traitant du thème abordé ici, merci de compléter l'article en donnant les références utiles à sa vérifiabilité et en les liant à la section « Notes et références ».
Les romans de BattleTech étaient édités par Fleuve noir. Seulement six livres ont été traduits en français. En anglais, plus d'une centaine est disponible sur le site Web de l'éditeur Catalyst Game Labs, tant sous forme de livre électronique que sous forme imprimée à la demande.

## Liste de romans
| No | Auteur                   | Titre                      | Série                     | Numéro | Publié en | Titre Original           |
| -- | ------------------------ | -------------------------- | ------------------------- | ------ | --------- | ------------------------ |
| 1  | Michael A. Stackpole     | Guerrier : En Garde !      | La trilogie des guerriers | 1      | 1996      | Warrior : En Garde       |
| 2  | Michael A. Stackpole     | Guerrier : Riposte !       | La trilogie des guerriers | 2      | 1996      | Warrior : Riposte        |
| 3  | Michael A. Stackpole     | Guerrier : Attaque !       | La trilogie des guerriers | 3      | 1996      | Warrior : Coupé          |
| 4  | Robert N. Charrette (en) | Les loups de la frontière  |                           |        | 1996      | Wolves on the Border     |
| 5  | Ardath Mayhar (en)       | Par la dague et par l’épée |                           |        | 1996      | The Sword and the Dagger |
| 6  | Christopher Kubasik (en) | La guerre idéale           |                           |        | 1997      | Ideal War                |